# 聖三一教堂 (雅典)

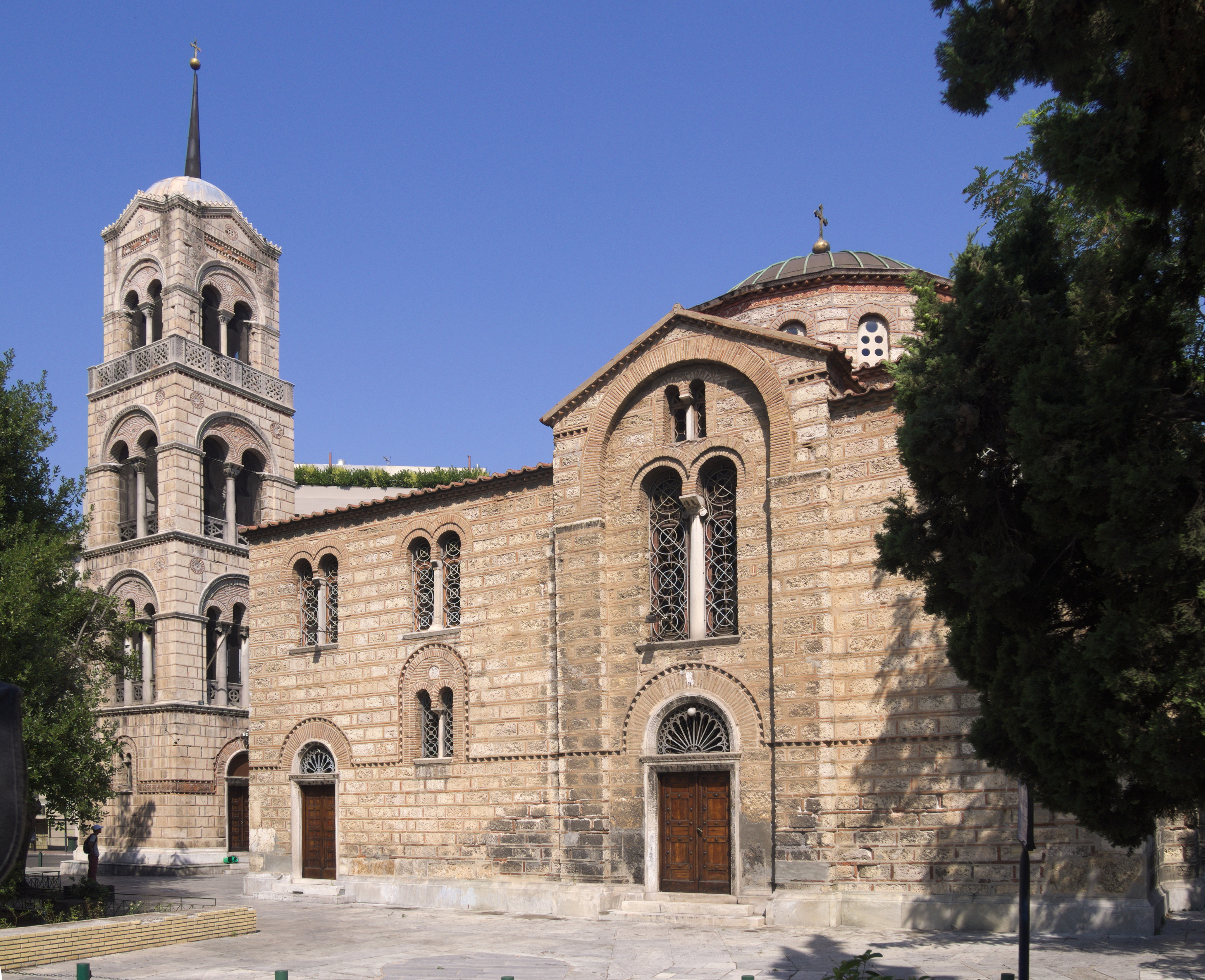

聖三一教堂（希臘語：Ναός Αγίας Τριάδος，羅馬化：Naos Agias Triados）是希臘首都雅典的一座俄羅斯正教會教堂。